# CCNP
Un Cisco Certified Network Professional (CCNP) è una persona del settore IT che ha raggiunto il livello professionale di Cisco Career Certification.

## Certificazioni professionali
Attualmente ci sono sette tracce delle certificazioni professionali nelle certificazioni di carriera Cisco.
- CCDP
- CCNP Cloud
- Collaborazione CCNP
- Centro dati CCNP
- Instradamento e commutazione CCNP
- Sicurezza CCNP
- Fornitore di servizi CCNP
- CCNP Wireless

Cisco ha annunciato che a partire dal 24 febbraio 2020, il formato sopra sarà ritirato e sostituito con il seguente:
- CCNP Enterprise (integrazione di routing e switching CCNP, CCDP e CCNP Wireless)
- CCNP Data Center (integrazione di CCNP Cloud)
- Sicurezza CCNP
- Fornitore di servizi CCNP
- Collaborazione CCNP
- DevNet Professional certificato Cisco

## Esami richiesti
A partire da febbraio 2020, non sarà richiesta alcuna certificazione entry-level per partecipare agli esami CCNP.
Le certificazioni di livello base pertinenti devono essere passate in anticipo, se qualcuno vuole partecipare agli esami di livello professionale.
- I programmi di certificazione a livello associato sono: CCDA, CCNA Cloud, CCNA Collaboration, CCNA Cyber Ops, CCNA Data Center, CCNA Industrial, CCNA Routing and Switching, CCNA Security, CCNA Service Provider e CCNA Wireless.
- Ogni area di competenza richiede il superamento degli esami pertinenti per la certificazione della comprensione professionale e la capacità di fare rete.
- Ad esempio, CCNP Routing and Switching è costituito da tre esami:[5] Implementing IP Routing (ROUTE), Implementing IP Switched Networks (SWITCH) e Risoluzione dei problemi e manutenzione di reti IP (TSHOOT).

## Validità
La validità della certificazione CCNP è di 3 anni. Il rinnovo richiede ai titolari della certificazione di registrarsi e superare gli esami di certificazione Cisco di livello uguale o superiore ogni 3 anni.

## Certificazioni correlate
- Certificazione a livello associato: CCNA
- Certificazioni di livello esperto: CCIE